# MVV in het seizoen 1961/62
Het seizoen 1961/1962 was het achtste jaar in het bestaan van de Maastrichtse betaaldvoetbalclub MVV. De club kwam uit in de Eredivisie en eindigde daarin op de zesde plaats. Tevens deed de club mee aan het toernooi om de KNVB Beker, hierin werd in de tweede ronde, na verlenging, verloren van Eindhoven (2–3).

## Wedstrijdstatistieken

### Eredivisie
|       | ADO   | Ajax  | Blauw-Wit | DOS   | DWS/A | Sportclub Enschede | Feijenoord | Fortuna '54 | GVAV  | NAC   | PSV   | Rapid JC | Sparta | Volendam | De Volewijckers | VVV   | Willem II |
| ----- | ----- | ----- | --------- | ----- | ----- | ------------------ | ---------- | ----------- | ----- | ----- | ----- | -------- | ------ | -------- | --------------- | ----- | --------- |
| Thuis | 3 – 1 | 2 – 4 | 5 – 3     | 1 – 1 | 0 – 0 | 1 – 2              | 0 – 0      | 3 – 1       | 0 – 0 | 2 – 2 | 1 – 1 | 0 – 0    | 1 – 1  | 3 – 0    | 2 – 1           | 1 – 0 | 1 – 0     |
| Uit   | 0 – 1 | 0 – 2 | 3 – 1     | 3 – 3 | 1 – 0 | 1 – 6              | 3 – 2      | 2 – 2       | 2 – 2 | 1 – 0 | 2 – 1 | 0 – 0    | 1 – 0  | 2 – 3    | 2 – 0           | 2 – 3 | 4 – 3     |

### KNVB Beker
| 2e ronde                                   | Eindhoven                                                     | 3 – 2 (1 – 2) Na verlenging | MVV                              |
| 28 april 1962 Plaats: Eindhoven Aalsterweg | Thieu Soers 26' (pen.) Herman Teeuwen 46' Wim van Kessel 113' |                             | 9' Nico Mares 15' Henk Brinkhuis |

## Statistieken MVV 1961/1962

### Eindstand MVV in de Nederlandse Eredivisie 1961 / 1962
| Stand | Gespeeld | Gewonnen | Gelijk | Verloren | Punten | Doelpunten voor | Doelpunten tegen |
| ----- | -------- | -------- | ------ | -------- | ------ | --------------- | ---------------- |
| 6e    | 34       | 12       | 12     | 10       | 36     | 55              | 46               |

### Topscorers
| #      | Naam              | Goal |
| ------ | ----------------- | ---- |
| 1.     | Nico Mares        | 8    |
| 2.     | Chris Coenen      | 6    |
| 2.     | Giel Haenen       | 6    |
| 2.     | Mat Loo           | 6    |
| 2.     | Bert Willems      | 6    |
| 6.     | Gerard Bühler     | 4    |
| 7.     | Henk Brinkhuis    | 3    |
| 7.     | Harry Brüll       | 3    |
| 7.     | Albert Ummels     | 3    |
| 7.     | Karl Vigna        | 3    |
| 11.    | Michel Thal       | 2    |
| 12.    | Matt Bessems      | 1    |
| 12.    | Piet van Dijk     | 1    |
| 12.    | Piet Strolenberg  | 1    |
| 12.    | Jo Toennaer       | 1    |
| 12.    | Pierre Verschuren | 1    |
| Totaal | Totaal            | 55   |

| #      | Naam           | Goal |
| ------ | -------------- | ---- |
| 1.     | Henk Brinkhuis | 1    |
| 1.     | Nico Mares     | 1    |
| Totaal | Totaal         | 2    |

## Voetnoten
ADO ·
Ajax ·
Blauw-Wit ·
DOS ·
DWS/A ·
Sportclub Enschede ·
Feijenoord ·
Fortuna '54 ·
GVAV ·
MVV ·
NAC ·
PSV ·
Rapid JC ·
Sparta ·
Volendam ·
De Volewijckers ·
VVV ·
Willem II